# Chrysiridia croesus
Espèce
Synonymes
- Thaliura croesus Gerstäcker, 1871[1]

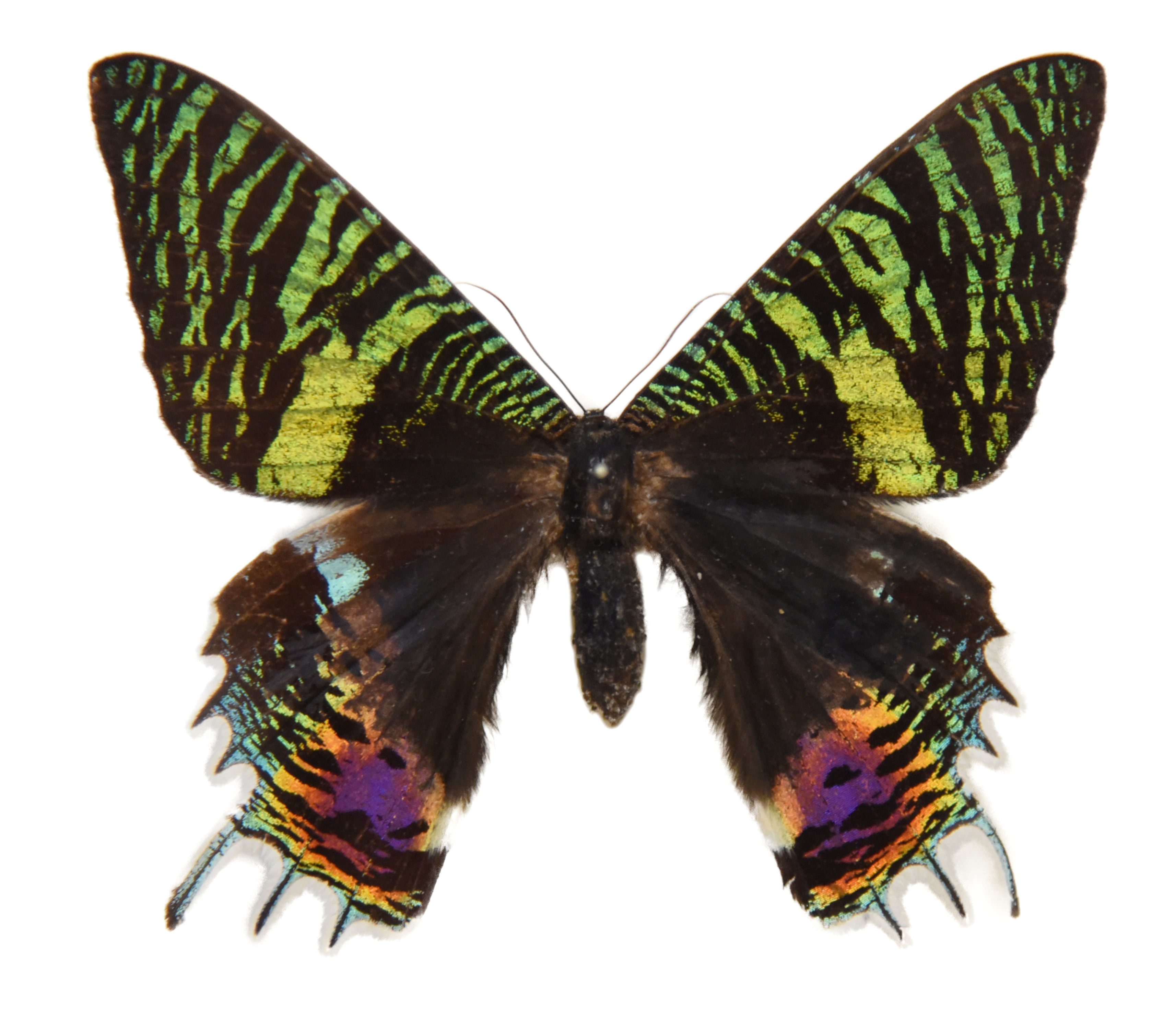

Chysiridia croesus est une espèce de lépidoptères (papillons) africains de la famille des Uraniidae. Elle est l'une des deux seules espèces du genre Chrysiridia, avec Chrysiridia rhipheus, morphologiquement très proche.

## Distribution géographique
Cette espèce est présente en Afrique de l'Est, notamment au Kenya, au Mozambique, en Tanzanie et au Zimbabwe.

## Systématique
L'espèce a été décrite pour la première fois par le zoologiste allemand Adolph Gerstäcker en 1871, sous le nom initial de Thaliura croesus, à partir de spécimens trouvés à Zanzibar.

## Description
Dans sa description originale, l'auteur indique que l'imago de Chysiridia croesus a une envergure de 78 mm pour les mâles et de 92 mm pour les femelles.

## Comportement
Bien qu'appartenant à la super-famille des Geometroidea, composée majoritairement d'espèces nocturnes, il s'agit d'une espèce diurne. 

### Publication originale
- (de) A. Gerstäcker, « Beitrag zur Insektenfauna von Zanzibar », Archiv für Naturgeschichte, Berlin, Nicolaische Verlags-Buchhandlung, vol. 37, no 1,‎ 1871, p. 345-363 (ISSN 0365-6136, OCLC 1481989, lire en ligne).